# Tjerk Vermaning
Tjerk Vermaning (født 1929 i Staphorst, Overijssel, død 1986 i Assen) var en hollandsk amatørarkæolog, der primært huskes for en retssag og medieomtale efter professionelle arkæologer havde vurderet hans "fund" til at være forfalskninger. Det var professor Tjalling Waterbolk fra Rijksuniversiteit Groningen der anklagede ham i 1975.
Han var oprindeligt en velrespekteret samler, og han modtog Culturele prijs van Drenthe (Drenthe kulturpris) i 1966.